# Antonio Durán
Antonio Durán Durán (Arbúcies, 19 d'agost de 1924 - Åkersberga, 11 de gener de 2009) va ser un futbolista i entrenador català.
Durant la seva carrera com a futbolista va militar a les files del RCD Córdoba, Atlètic de Madrid i Reial Oviedo. El 1956 va emigrar a Suècia, país en el qual va desenvolupar tota la seva trajectòria com a entrenador de primera divisió i on va seguir vivint fins a la seva mort. El seu treball més important va ser al Malmö FF, equip que va entrenar entre 1964 i 1971 i on va aconseguir quatre lligues nacionals.

## Biografia
Antonio Durán va néixer el 19 d'agost de 1924 a Arbúcies, La Selva. Als 10 anys es va traslladar amb la seva família a La Laguna (Tenerife), on va començar a jugar al futbol, i en els anys 1940 va donar el salt com a professional al Còrdova C.F.
Les seves bones actuacions van cridar l'atenció de l'Atlètic de Madrid, que va contractar-lo el 1948. El seu debut va ser el 12 de setembre davant del Sevilla FC. En les seves tres temporades, va disputar un total de 32 partits i va marcar 15 gols. Malgrat que no va poder despuntar per les seves contínues lesions, va contribuir a la consecució de dues lligues i una copa Eva Duarte. Allí va conèixer també a Ulla, una sueca que treballava com a assistenta del seu company Henry Carlsson, i amb la qual es va casar. Des de 1952 fins a 1954 va jugar al Reial Oviedo i després es va retirar com a jugador per emigrar a Suècia amb la seva esposa.
Durán va establir-se a Timrå el 1956 i durant els seus dos primers anys va treballar en una fàbrica de paper; a més d'entrenar a l'equip que patrocinava l'empresa, s'encarregava de treure la neu del terreny de joc. El 1958 va ser tècnic del modest Sandvikens IF, que llavors jugava a la primera divisió sueca, i entre 1960 i 1963 va entrenar el Åtvidabergs FF, on va adoptar recursos tàctics i sistemes d'entrenament que fins llavors eren inèdits en aquest país, com la tàctica 4-2-4 que va utilitzar Brasil al Mundial de 1962.
El 1964 va marxar al Malmö FF, un dels equips més importants de Suècia i que llavors portava deu anys sense guanyar un títol. Durán va endurir els mètodes de treball, amb sessions molt físiques, i va utilitzar el mateix sistema tàctic que en el seu club anterior. A més, va coincidir amb un planter format per internacionals com Bo Larsson, Krister Kristensson i Staffan Tapper, entre d'altres. En els vuit anys que entrenar-hi va aconseguir quatre lligues (1965, 1967, 1970 i 1971) i la Copa de Suècia de 1967, la qual cosa el va convertir en l'entrenador més guardonat fins a l'arribada de Roy Hodgson.
La seva últimes etapa com a entrenador va ser al Djurgårdens IF d'Estocolm entre 1972 i 1974, sense cap títol. El 1975, als 51 anys, va sofrir un vessament cerebral que va obligar-lo a retirar-se del futbol professional i a jubilar-se.
El 2007 va tenir una segona apoplegía que va agreujar el seu estat de salut, i finalment va morir a Åkersberga l'11 de gener de 2009. Li van sobreviure la seva esposa Ulla i quatre fills.

## Clubs

### Com a jugador
| Club              | País    | Any       |
| ----------------- | ------- | --------- |
| RCD Córdoba       | Espanya | 1947-1948 |
| Atlètic de Madrid | Espanya | 1948-1951 |
| Reial Oviedo      | Espanya | 1951-1954 |

### Com a entrenador
| Club              | País   | Any       |
| ----------------- | ------ | --------- |
| Wifsta/Östrand IF | Suècia | 1957      |
| Sandvikens IF     | Suècia | 1957-1960 |
| Åtvidabergs FF    | Suècia | 1960-1963 |
| Malmö FF          | Suècia | 1964-1972 |
| Djurgårdens IF    | Suècia | 1972-1974 |
| Åtvidabergs FF    | Suècia | 1975      |

## Palmarès

### Com a jugador
| Títol           | Club              | Lloc    | Any  |
| --------------- | ----------------- | ------- | ---- |
| Lliga espanyola | Atlètic de Madrid | Espanya | 1950 |
| Lliga espanyola | Atlètic de Madrid | Espanya | 1951 |
| Copa Eva Duarte | Atlètic de Madrid | Espanya | 1951 |

### Com a entrenador
| Títol          | Club  | Lloc   | Any  |
| -------------- | ----- | ------ | ---- |
| Lliga sueca    | Malmö | Suècia | 1965 |
| Lliga sueca    | Malmö | Suècia | 1967 |
| Copa de Suècia | Malmö | Suècia | 1967 |
| Lliga sueca    | Malmö | Suècia | 1970 |
| Lliga sueca    | Malmö | Suècia | 1971 |